# Mitsuo Ogasawara
Mitsuo Ogasawara (jap. 小笠原 満男 Ogasawara Mitsuo; * 5. April 1979 in Morioka) ist ein japanischer ehemaliger Fußballspieler. 

## Karriere
Nach der Oberschul-Zeit wechselte Ogasawara 1998 zu den Kashima Antlers. Immerhin fünf Mal wurde er in seinem ersten Jahr eingesetzt, in dem die Antlers auch Meister wurden. Bereits zwei Jahre später hatte sich der Mittelstürmer mit Spielmacherqualitäten in den Stamm der Mannschaft gespielt und trug dazu bei, dass der Verein 2000 Meister, Kaiserpokal- und Ligapokal-Sieger wurde. Zur Verteidigung des Meistertitels 2001 trug Ogasawara 7 Tore bei. Es war die vierte Meisterschaft des Vereins, der damit zum Rekordmeister der jungen J.-League-Geschichte wurde. 2001 wurde er auch zum ersten Mal in die „Elf des Jahres“ gewählt, in der er von da an bis 2005 ununterbrochen stand. Ein weiterer Ligapokal 2002 und der Sieg im erstmals ausgetragenen länderübergreifenden A3 Champions Cup 2003 reihten sich in seine Titelsammlung ein.
Auch international war Ogasawara Mitsuo an allen Erfolgen beteiligt, die die japanischen Nationalauswahlen eingefahren haben. Beim zweiten Platz bei der Juniorenweltmeisterschaft 1999 in Nigeria gehörte er der U20 an. Bis zur Fußball-Weltmeisterschaft 2002 im eigenen Land hatte er sich auch in die A-Nationalmannschaft gespielt und kam dort zu seinem ersten WM-Einsatz. Zwar hatte er mit den international erfahreneren England-Legionären Hidetoshi Nakata und Shunsuke Nakamura starke Konkurrenz im Mittelfeld, doch war er bei allen Turnieren im japanischen Aufgebot, von Olympia über den Konföderationenpokal bis zur Asienmeisterschaft, bei der er 2004 zum siegreichen Team gehörte. Durch wichtige Tore trug er auch zur Qualifikation zur Fußball-Weltmeisterschaft 2006 bei und stand im WM-Aufgebot Japans für Deutschland, wo er in zwei der drei WM-Spiele seines Landes auch zum Einsatz kam.
Bereits vor der WM hatte Ogasawara mit einem Wechsel ins Ausland geliebäugelt. Es folgte dann auch ab der Saison 2006/07 der Wechsel in die italienische Serie A, wo er leihweise für ein Jahr für den nur knapp dem Abstieg entronnenen FC Messina spielte.
Nach der Saison kehrte er jedoch nach Japan zurück. 

## Erfolge

### Verein
Kashima Antlers 
- Japanischer Meister: 1998, 2000, 2001
- Japanischer Pokalsieger: 2000, 2016
- Yamazaki Nabisco Cup: 2000, 2002
- A3 Nissan Champions Cup: 2003
- Japanischer Supercup: 2010, 2017

### Nationalmannschaft
- Asien-Meister: 2004
- Vize-U20-Juniorenweltmeister: 1999
- Teilnahmen an: WM 2002, Confed-Cup 2003, Asien-Meisterschaft 2004, Konföderationen-Pokal 2005, WM 2006

## Auszeichnungen
- J. League Fußballer des Jahres: 2009
- J. League Best Eleven: 2001, 2002, 2003, 2004, 2005, 2009